# Emma (bande dessinée)
Pour les articles homonymes, voir Emma.
Emma est une bande dessinée du Français Christian De Metter publiée en trois volumes par Triskel en 2000 et rééditée en un seul volume en 2002 par Soleil.

## Albums
- Emma, Triskel :

1. L'Invitation, 1999  (ISBN 2-912193-18-4)[1].
2. Douce Violence, 2000  (ISBN 2-912193-19-2).
3. Le Baiser, 2000  (ISBN 2-912193-20-6).

- Emma : Récit intégral, Soleil, coll. « Triskel », 2002  (ISBN 2-84565-432-4).